# Verfassung von Tarnowo
Die Verfassung von Tarnowo (bulgarisch Търновска Конституция) war die erste Verfassung des 1878 unabhängig gewordenen bulgarischen Staates (1878–1908 Fürstentum Bulgarien und 1908–1946 Zarentum Bulgarien). Sie wurde von der Nationalversammlung am 28. April 1879 in Weliko Tarnowo verabschiedet. Als Vorbild galt die zu jener Zeit recht neue und moderne Verfassung Belgiens. Die Verfassung von Tarnowo galt bis 1947.

## Vorgeschichte und Nationalversammlung

Mitglieder des ersten Parlaments mit dem Exarchen Antim I. in der Mitte.

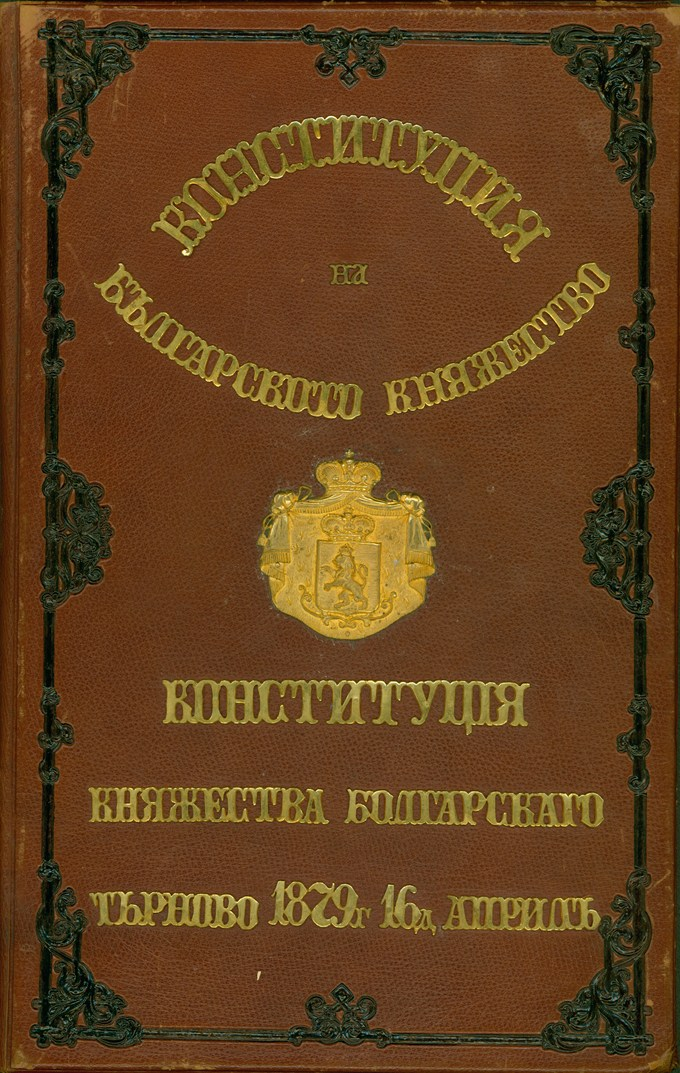
Die Verfassung Bulgariens

Nach dem blutigen Aprilaufstand von 1876 in Bulgarien brach der Russisch-Türkische Krieg von 1877–1878 aus, der mit einem Sieg Russlands endete. Noch während des Krieges errichteten die Russen unter der Führung des Generalgouverneurs Knjaz Wladimir Tscherkaski 8 Gouverneurdistrikte. Mit dem darauffolgenden Frieden von San Stefano wurden dem neuen Staat Bulgarien, der zunächst für zwei Jahre unter russischer Verwaltung stehen sollte, große Gebiete zugesprochen. Während des Friedens von San Stefano verstarb Knjaz Tscherkaski. Sein Nachfolger als Generalgouverneur wurde Alexander Dondukow-Korsakow.
Der Berliner Kongress revidierte die Entscheidungen von San Stefano. Bulgarien wurde ein autonomes Fürstentum und umfasste nur noch 63.750 km² der im Vertrag vom San Stefano vorgesehenen Fläche von 172.000 km². Alexander von Battenberg wurde zum Fürsten gewählt. Ostrumelien blieb zunächst osmanische Provinz. Die zweijährige Periode der russischen Verwaltung wurde auf neun Monate reduziert. Laut Artikel 4 der Entscheidung des Kongresses sollte eine Versammlung von Würdenträgern (notabiles) in Tarnowo zusammenkommen und über ein Grundgesetz beraten.
Das Fürstentum begann unter der Führung Dondukow-Korsakow mit der Errichtung des neuen Staatswesens. In diesem Zusammenhang sollte von einer Nationalversammlung die bulgarische Verfassung erarbeitet werden. Am 10. Februarjul. / 22. Februar 1879greg. wurde in Weliko Tarnowo – der mittelalterlichen Hauptstadt Bulgariens – die Nationalversammlung eröffnet. Das Gebäude, in dem die Versammlung tagte, war 1876 vom bulgarischen Architekten Kolju Fitscheto als Amtssitz (Konak) eines türkischen Verwalters erbaut worden.
Von den 229 Mitgliedern der Versammlung waren 88 direkt vom Volk gewählt (1 Abgeordneter auf 10 000 Einwohner), 117 waren Vertreter von Gerichten, Kreis- und Stadträte, hohe Kirchen- und Würdenträger, 5 Vertreter von Organisationen und Gemeinschaften der im Exil lebenden Bulgaren (z. B. „Bulgarische Literarische Gemeinschaft in Brăila“ oder „Bulgarischer Vorstand in Odessa“) und 19 wurden durch den Generalgouverneur ernannt. Eigene Vertreter hatten auch die zu diesem Zeitpunkt zahlreichen Minderheiten der Türken, Griechen und Juden. Zum Vorsitzenden der Nationalversammlung wurde der ehemalige Exarch Anthim I. gewählt, der damit zum ersten bulgarischen Parlamentspräsidenten wurde. Vizepräsidenten wurden Petko Karawelow von der Liberalen und Todor Ikonomow von der Konservativen Partei.
Der Versammlung wurde ein Vorschlag überreicht, der vom Leiter der russischen Rechtsabteilung in Bulgarien, Sergej Lukijanow, erarbeitet und vom russischen Außenministerium abgesegnet wurde. Bulgarien sollte eine konstitutionelle Monarchie in Form eines autonomen Fürstentums werden. Die Mitglieder im Parlament sollten vom Volk gewählt bzw. durch ihre Position im Staatsapparat (Vertreter von Gerichten, Kreis- und Stadträte etc.) legitimiert sowie durch den Fürsten ernannt werden. Der Fürst sollte weitläufige Befugnisse bekommen. An der Spitze des Staates sollte ein Staatsrat (bulg. Държавен Съвет) mit Kontroll- und Beratungsfunktion stehen.
Zunächst drohte die Versammlung zu scheitern, weil einige Mitglieder auf Widerstand gegen die Entscheidungen des Berliner Kongresses oder sogar einer Kriegserklärung an das Osmanische Reich bestanden. Erst nach der Einmischung von Alexander Dondukow-Korsakow, der über hohes Ansehen verfügte, ernannte die Versammlung eine Kommission aus 15 Abgeordneten, die sich von nun an mit dem russischen Verfassungsprojekt befasste.
Als wenig später die Kommission ihre Entscheidung bekannt gab, das Projekt im Wesentlichen unverändert zu belassen, jedoch dem Fürst die Vollmachten einzuschränken und ein schärferes Zensuswahlrecht einzuführen, teilte sich die Versammlung in ein konservatives und ein liberales Lager. In den darauf folgenden Entscheidungen konnte sich das liberale Lager, welches in der Mehrheit war, großteils durchsetzen. Die Folge war, dass die Befugnisse der zukünftigen Fürsten sehr eingeschränkt wurden; ein Verhängnisvoller Entschluss, da dadurch der jeweilige Fürst auf die ständig auftretenden Regierungskrisen kaum angemessen reagieren konnte.

## Die Verfassung

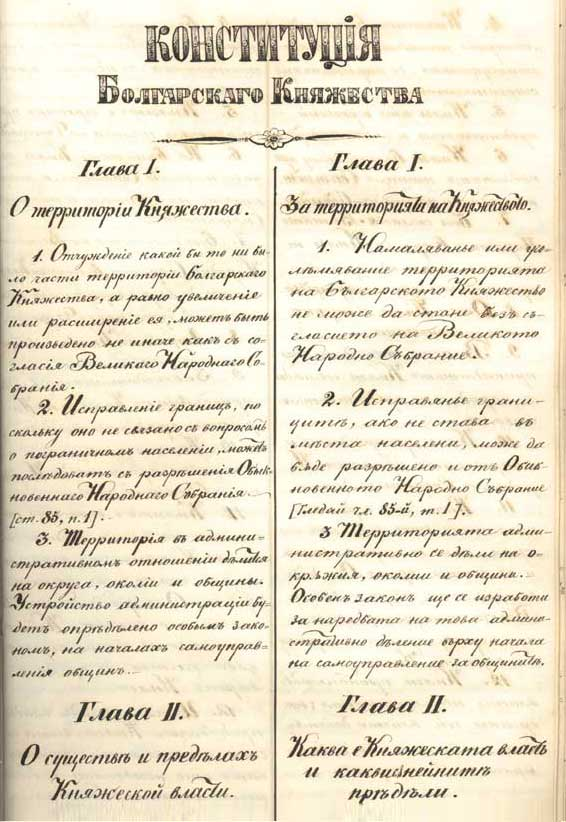
Absatz 1 in russischer und bulgarischer Sprache; Über das Territorium des Fürstentums

Die Verfassung von Tarnowo wurde am 16. Apriljul. / 28. April 1879greg. verabschiedet. Durch sie wurden im Wesentlichen die Entscheidungen des Berliner Kongresses umgesetzt. Die Verfassung wurde in 22 Absätzen und 169 Artikeln zusammengefasst.
Die Verfassung garantierte die Prinzipien der Unantastbarkeit, Unabhängigkeit der Gewalten, die Post und Wohnung sind unantastbar, Religions-, Presse- und Versammlungsfreiheit, wobei die Bulgarisch-Orthodoxe Kirche als herrschende Religion galt (Artikel 38), die Menschenrechte und den Schutz des Privateigentums. Die Zensur war verboten, die obligatorische Grundschulbildung war kostenlos; die Bürger hatten die Pflicht Steuern zu zahlen und Militärdienst zu leisten. Es wurde verboten im Gesetz nicht vorgesehene Strafen, die Folter, Adelstitel und andere öffentliche Ehrungen (ausgenommen Militärorden).
Zudem unterschied die Verfassung bei der Volksvertretung (Narodno Sabranie) die „Gewöhnliche“ (bulg. Обикновено) und die „Große Nationalversammlung“ (bulg. Велико народно Събрание). Bei der „Gewöhnlichen Nationalversammlung“ wurde auf 10.000 Personen ein Abgeordneter gewählt. Aktives und passives Wahlrecht hatten alle Männer, die mindestens 21 Jahre alt waren. Sie traf Entscheidungen über Staatshaushalt, Gesetzesvorlagen, Staatsanleihen etc. Die „Große Nationalversammlung“, die doppelt so groß war, wählte den Monarchen oder die Regente, billigte Verfassungs- und Gesetzesänderungen.
Von der Staatsform wurde Bulgarien zu einer konstitutionellen Erbmonarchie mit einer Volksvertretung. Ihr Oberhaupt wurde der „Fürst“ (Knjaz) und ab 1908 der Zar. Am Tag nach der Annahme der Verfassung trat am 17. April 1879 die „Große Nationalversammlung“ zusammen um einen Fürsten auszuwählen. Die Zahl der Kandidaten war groß, unter anderem hatten sich Fürst Dondukow-Korsakow und General Skobelew Hoffnungen gemacht, England favorisierte hingegen den Fürsten Carol von Rumänien aus dem Hause Hohenzollern-Sigmaringen. Schließlich stellte Erzbischof Kliment Turnowski der Wahlversammlung drei Kandidaten vor: Prinz Waldemar von Dänemark, Prinz Heinrich XXV. von Reuß und Alexander Prinz von Battenberg.
Die Versammlung wählte auf Empfehlung Russlands und unter der Zustimmung der Großmächte den 22-jährigen Leutnant Alexander Prinz von Battenberg zum ersten bulgarischen Fürsten. Am 25. Junijul. / 7. Juli 1879greg. legte er in Tarnowo seinen Eid vor der „Großen Nationalversammlung“ ab und bestätigte dann die erste Regierung Bulgariens mit dem konservativen Ministerpräsidenten Todor Burmow.
Am 9. Mai 1881 erklärte Alexander I. von Battenberg die Verfassung für ungültig und begann ein zweijähriges Regime der Vollmachten. 1883 sah er sich jedoch gezwungen, die Verfassung wieder in Kraft zu setzen. Dies hatte schwerwiegende innen- und außenpolitische Folgen, die dem Ansehen des Fürsten schadeten. Ein weiteres Aussetzen der Verfassung erfolgte 1923, als das Militär putschte. Nach dem 19. Mai 1934 wurde das Land durch außergewöhnliche Regierungsvollmachten regiert, was eine andauernde Verletzung der Verfassung darstellte.
Durch die Verfassungsänderungen von 15. Mai 1893 und 11. Juli 1911 wurden die Rechte des Parlaments geschwächt und die des Monarchen gestärkt. Am 4. Dezember 1947 wählte die VI. Große Nationalversammlung eine neue Verfassung; die Verfassung von Tarnowo wurde durch die Verfassung der Volksrepublik Bulgarien ersetzt.